# Formule 3 Euro Series

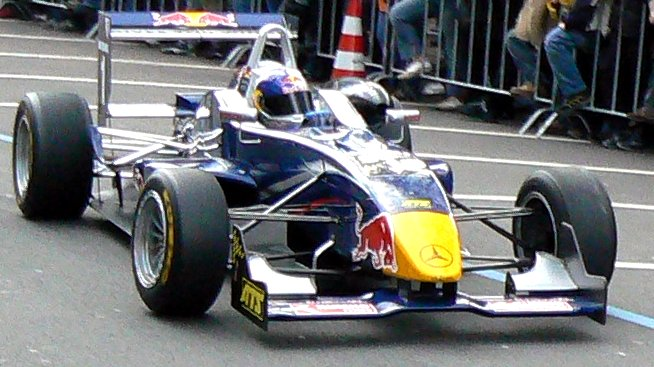
Sebastian Vettel (ASM) sur Dallara F305 en 2006

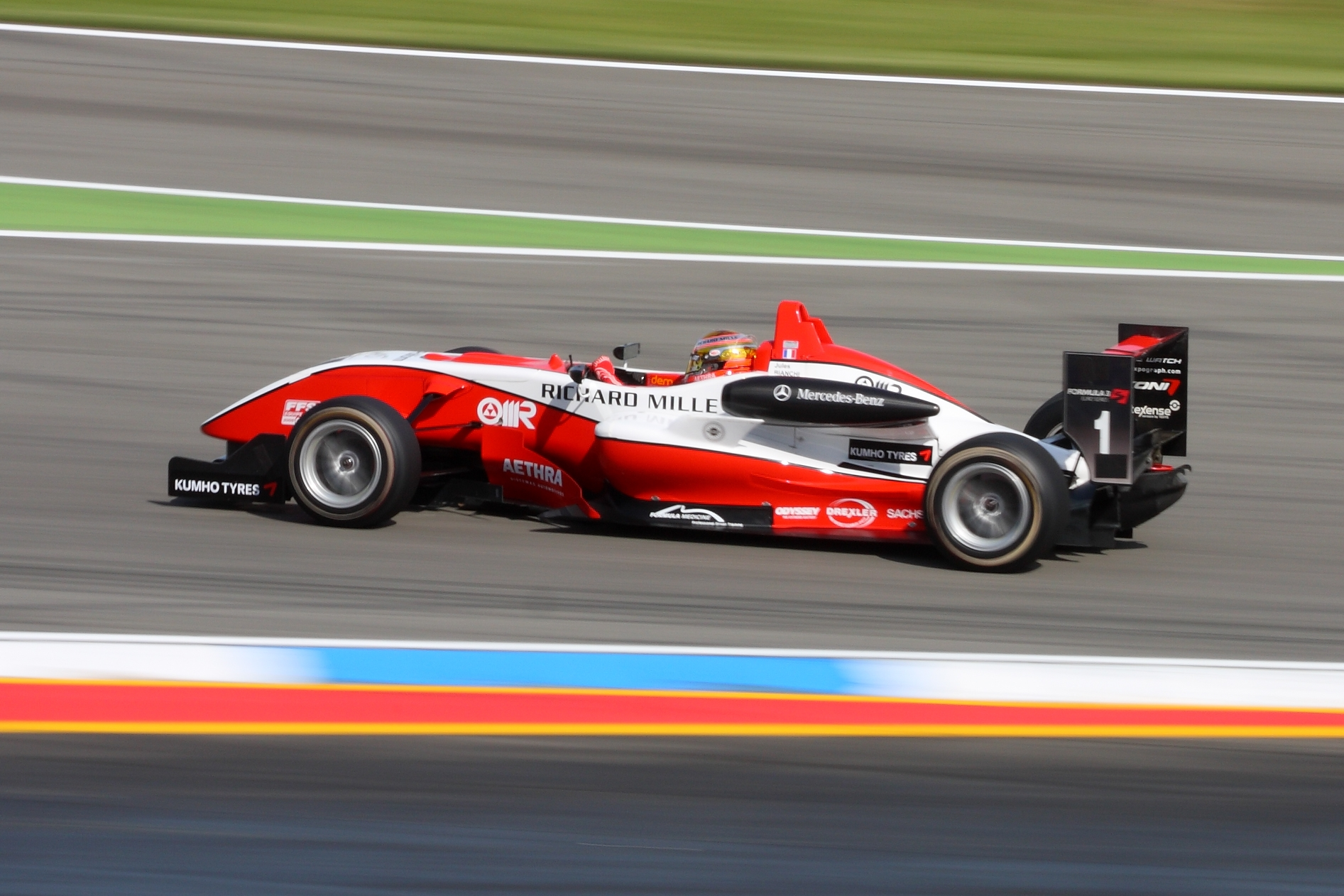
Jules Bianchi (ART Grand Prix) sur Dallara F308 en 2009

La Formule 3 Euro Series était un championnat automobile de monoplace de Formule 3 se disputant sur le continent européen. À partir de 2012, le championnat s'arrête au profit du retour du championnat d'Europe de Formule 3 sous l'impulsion de la FIA.

## Historique

### Contexte
Le concept d'un championnat européen de F3 date de 1975 avec un championnat de cinq courses baptisé Coupe d'Europe de Formule 3. Les courses étaient alors organisées à Monza (Italie), Anderstorp (Suède), Monaco, Nürburgring (Allemagne) et Croix-en-Ternois (France). Cette coupe d'Europe est remportée par l'australien Larry Perkins sur une Ralt-Ford.
En 1976, la coupe devient championnat d'Europe avec dix manches au calendrier, et ce jusqu'en 1984.
Parmi les champions, on trouve des pilotes qui accédèrent ensuite à la Formule 1 tel que Alain Prost, Riccardo Patrese, Michele Alboreto ou Lewis Hamilton.

### Époque moderne
Le premier championnat de Formule 3 Euro Series a été créé en 2003 avec la fusion des championnats français et allemand, en collaboration avec leurs fédérations respectives. Si les deux championnats ont disparu, cela n'a pas empêché, côté allemand, de recréer une coupe nationale notamment pour les équipes qui ne peuvent pas faire l'Euro Series.
Le calendrier de la première saison est disputé sur des circuits de toute l'Europe et de nombreuses courses sont disputées en marge du DTM (Championnat allemand des voitures de Tourisme).
Les deux fédérations organisatrices (la FFSA pour la France et la DMSB pour l'Allemagne) s'occupent du règlement sportif et le règlement technique est celui de la Formule 3 FIA. La société ITR (promoteur du DTM) est également promoteur de ce championnat.

## Règlements technique et sportif
La FFSA et la DMSB ont créé ce nouveau championnat en se basant sur le règlement de Formule 3 FIA avec plusieurs constructeurs pour les châssis et des moteurs 4-cylindres de 2 litres de cylindrée. Comme dans la plupart des championnats de F3, le constructeur italien Dallara est le principal fournisseur de châssis de la série. Initialement, le règlement limitait à deux le nombre de monoplaces pour chaque équipe, mais cette réglementation a finalement été supprimée ; en F3 il n'est pas rare de voir des équipes avec un seul pilote et d'autres avec plusieurs coéquipiers (exemple : Carlin).
Dans certains championnats (tel que le championnat britannique), les organisateurs créent deux classes différentes pour faire courir à part les derniers modèles de châssis, ce concept n'a été introduit en Euroseries qu'en 2012, lorsqu'une nouvelle génération de châssis est apparue. Les châssis sont mis à jour périodiquement et du matériel supplémentaire est livré aux équipes.
Outre les titres pilotes et équipes, il existe aussi un trophée du meilleur débutant, le trophée Rookie of the Year (littéralement « débutant de l'année »). En 2006 le nombre de séances de tests a été réduit à dix et elles sont organisés exclusivement sur des circuits qui n'accueillent pas de course régulière du championnat.
Les trains de pneus alloués pour un week-end de course sont au nombre de trois. Le fournisseur des pneus est la marque Hankook.
Un changement de moteur pendant un meeting est sanctionné d'une pénalité de dix places sur la grille. Le fournisseur du carburant est Aral est le type utilisé est Aral Ultimate 102.

## Courses

### Circuits visités
Les circuits sont ceux utilisés le plus souvent par le championnat DTM, ils sont donc principalement en Allemagne. Cependant le DTM étant un championnat assez internationalisé, des circuits étranger accueillent les courses: parmi eux, on peut citer le Red Bull Ring (Autriche) ou le circuit de Zandvoort (Pays-Bas). Il y a également eu des courses spéciales du calendrier telles que le Grand Prix de Pau (de 2003 à 2005) et le Grand Prix de Monaco de Formule 3 (en 2005). À cela s'ajoutent aussi quelques courses disputées en marge du Grand Prix de France, du Grand Prix d'Allemagne ou du Grand Prix d'Europe, autrefois disputé en Allemagne.

### Format
Avant 2011, il y avait deux courses par week-end jusqu'à ce que le championnat britannique décide, en 2010, d'expérimenter un nouveau format de trois courses par meeting, ce format fut un succès et la F3 Euro Series décida de s'en inspirer pour la saison 2011.
Le championnat se dispute en 2011 et 2012 sur une dizaine de week-end de course qui comportent le format suivant :
Jour 1
- 2 séances d'essais libres de 50 minutes chacune
- 1 séance de qualifications de 30 minutes (le meilleur temps de la séance détermine la place sur la grille de la troisième course et le deuxième meilleur temps détermine la place sur la grille de la première course).

Jour 2
- Course 1 (110 km ou 40 minutes)
- Course 2 (55 km ou 20 minutes - basé sur le résultat de la première course avec grille inversée des huit premiers)

Jour 3
- Course 3 (110 km ou 40 minutes)

### Distribution des points
Distribution des points en vigueur depuis 2011
|               | 1er | 2e | 3e | 4e | 5e | 6e | 7e | 8e | 9e | 10e |
| Course 1 et 3 | 25  | 18 | 15 | 12 | 10 | 8  | 6  | 4  | 2  | 1   |
| Course 2      | 10  | 8  | 6  | 5  | 4  | 3  | 2  | 1  | 0  | 0   |

## Palmarès
| Saison | Pilote champion   | Pilote champion            | Pilote champion | Meilleur débutant      | Meilleur débutant          | Meilleur débutant | Écurie gagnante | Nation gagnante |
| Saison | Nom               | Voiture                    | Équipe          | Nom                    | Voiture                    | Équipe            | Écurie gagnante | Nation gagnante |
| ------ | ----------------- | -------------------------- | --------------- | ---------------------- | -------------------------- | ----------------- | --------------- | --------------- |
| 2003   | Ryan Briscoe      | Dallara F303 Opel          | Prema Powerteam | Christian Klien        | Dallara F302 Mercedes-Benz | Mücke Motorsport  | Non attribué    | France          |
| 2004   | Jamie Green       | Dallara F303 Mercedes-Benz | ASM Formule 3   | Franck Perera          | Dallara F304 Opel          | Prema Powerteam   | Non attribué    | France          |
| 2005   | Lewis Hamilton    | Dallara F305 Mercedes-Benz | ASM Formule 3   | Sebastian Vettel       | Dallara F305 Opel          | Mücke Motorsport  | ASM Formule 3   | Royaume-Uni     |
| 2006   | Paul di Resta     | Dallara F305 Mercedes-Benz | ASM Formule 3   | Kamui Kobayashi        | Dallara F305 Mercedes-Benz | ASM Formule 3     | ASM Formule 3   | Japon           |
| 2007   | Romain Grosjean   | Dallara F305 Mercedes-Benz | ASM Formule 3   | Edoardo Mortara        | Dallara F305 Mercedes-Benz | Signature-Plus    | ASM Formule 3   | France          |
| 2008   | Nico Hülkenberg   | Dallara F308 Mercedes-Benz | ART Grand Prix  | Erik Janiš             | Dallara F308 Mercedes-Benz | Mücke Motorsport  | ART Grand Prix  | France          |
| 2009   | Jules Bianchi     | Dallara F308 Mercedes-Benz | ART Grand Prix  | Valtteri Bottas        | Dallara F308 Mercedes-Benz | ART Grand Prix    | ART Grand Prix  | France          |
| 2010   | Edoardo Mortara   | Dallara F309 Volkswagen    | Signature       | António Félix da Costa | Dallara F308 Volkswagen    | Motopark Academy  | Signature       | Italie          |
| 2011   | Roberto Merhi     | Dallara F308 Mercedes-Benz | Prema Powerteam | Nigel Melker           | Dallara F308 Mercedes-Benz | Mücke Motorsport  | Prema Powerteam | Espagne         |
| 2012   | Daniel Juncadella | Dallara F312 Mercedes-Benz | Prema Powerteam | Pascal Wehrlein        | Dallara F312 Mercedes-Benz | Mücke Motorsport  | Prema Powerteam | Allemagne       |